# MN 447 (manzana)
MN 447 conocida comercialmente como Frostbite™, es una  variedad cultivar de manzano (Malus pumila). 
Un híbrido de manzana obtenido como una plántula casual en la década de 1920 en la Universidad de Minnesota y se convirtió en el pilar de su programa de mejoramiento para producir variedades resistentes al frío. A petición de muchos horticultores, la universidad lanzó el cultivar como marca comercial 'Frostbite™' que entraron en producción en 2010. Las frutas tienen una pulpa de color crema pálido, crujiente y firme, de sabor jugoso, agridulce, aromático. Tolera la zona de rusticidad delimitada por el departamento USDA, de nivel 3b (-30 to -35 °F), pudiendo tolerar inviernos fríos.

## Sinonimia
- "Frostbite™".

## Historia
'MN 447' es una variedad de manzana, que se originó como una plántula casual en la década de 1920 en la Universidad de Minnesota y se convirtió en el pilar de su programa de mejoramiento para producir variedades resistentes al frío. A petición de muchos horticultores, la universidad lanzó el cultivar de manzana, como marca comercial 'Frostbite™' que entraron en producción en 2010.

## Características
'MN 447' es un árbol de extensión erguida, de vigor medio a alto, productor de cosecha todos los años. Se desarrolla bien en suelo franco arenoso o arcilloso bien drenado y puede tolerar condiciones de sequía. Tiene un tiempo de floración que comienza a partir del 4 de mayo con el 10% de floración, para el 9 de mayo tiene una floración completa (80%), y para el 15 de mayo tiene un 90% caída de pétalos.
'MN 447' tiene una talla de fruto es de mediano tendiendo a pequeño; forma redonda achatada, contorno tendiendo a regular, con costillas muy  débiles, con corona muy débil; piel lisa, fina, epidermis con color de fondo es amarillo dorado, sobre color rojo carmín, importancia del sobre color medio-alto, y patrón del sobre color chapa / rayas presentando un lavado en rojo con un patrón de chapa carmín con rayas rojo más oscuro, presenta numerosas lenticelas ligeramente más claras, ruginoso-"russeting" (pardeamiento áspero superficial que presentan algunas variedades) muy débil o ausente; cáliz medio y semicerrado, ubicado en una cuenca poco profunda y amplia, rodeada por una corona ligera, tiene tendencia a desarrollar grietas rujinosas alrededor del cáliz; pedúnculo medio corto y grueso, colocado en una cavidad media-amplia; pulpa de color crema con tendencia a amarillo claro, de textura firme y muy jugosa, sabor extremadamente dulce, aromático con matices a azúcar de caña / melaza y lichi.
Su tiempo de recogida de cosecha se inicia a mediados o finales de septiembre. Se mantiene bien durante cuatro meses en cámara frigorífica, aunque las grietas rujinosas tienden a enmohecerse y las manzanas afectadas deben eliminarse del almacenamiento.

## Progenie
La variedad 'MN 447' es el Parental-Madre de las variedades de manzana:
- "Keepsake",
- "MN 1630",
- "Honeycrisp".

## Usos
Una buena manzana de uso de postre fresca en mesa, de uso en cocina, y también una buena manzana para la elaboración de sidra.

## Ploidismo
Diploide, auto estéril. Grupo de polinización: D, Día 14.